# Hrišovce
Hrišovce (in ungherese Gyónfalva, in tedesco Hrischowitz) è un comune della Slovacchia facente parte del distretto di Gelnica, nella regione di Košice.